# Hohlspitzgeschoss

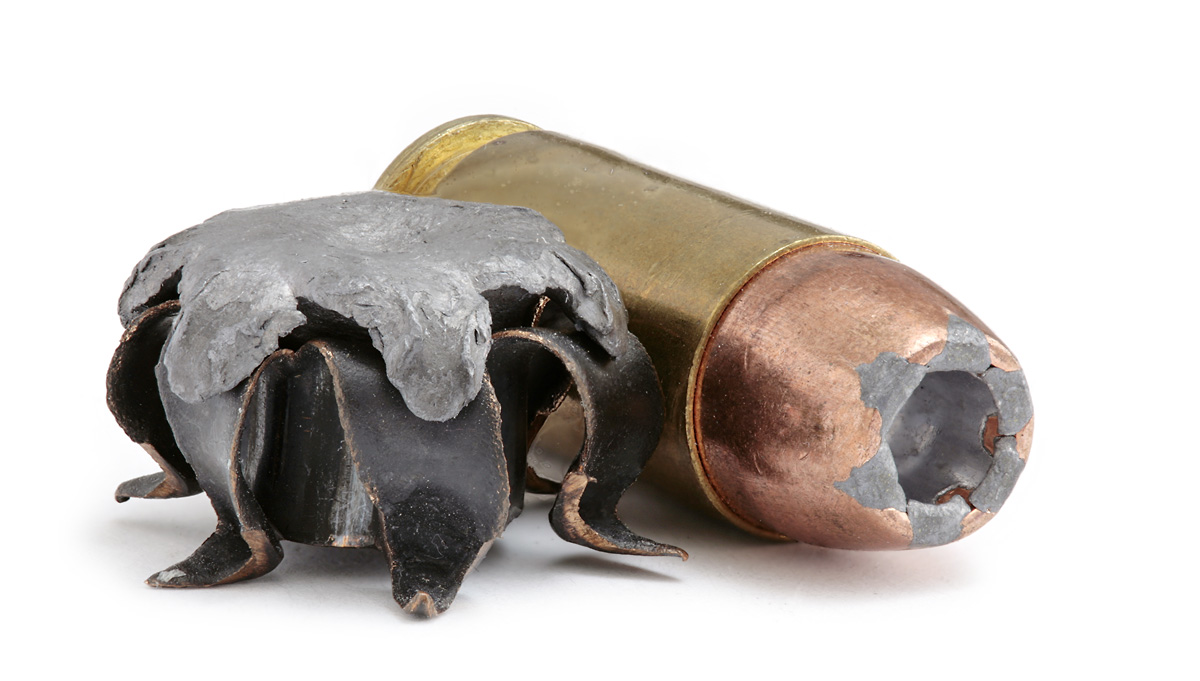
Hohlspitzgeschoss und Patrone im Kaliber .40 S&W

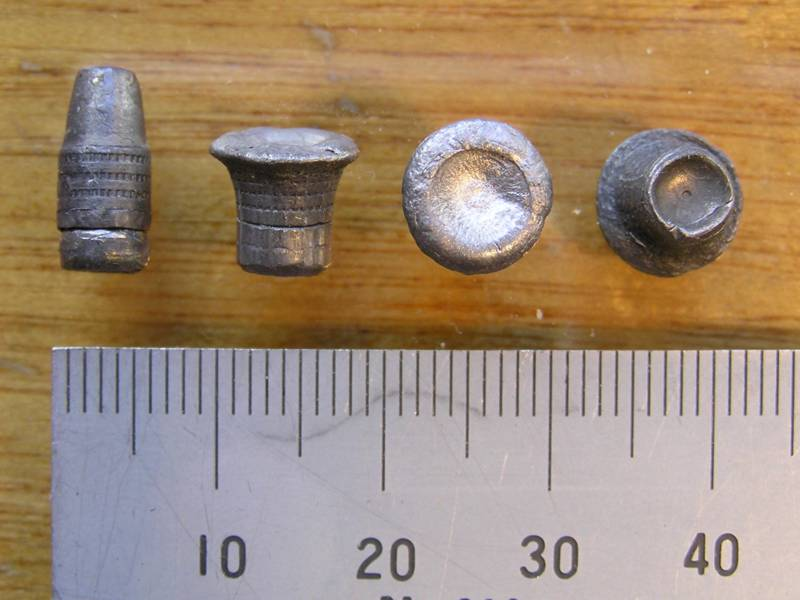
Deformationsbeispiele Bleihohlspitzgeschosse abgefeuert mit Patronen .22 lfB-Unterschallmunition

Ein Hohlspitzgeschoss (englisch hollow point bullet, kurz HP) ist eine für Lang- und Kurzwaffen verwendete Geschossart mit einer Aushöhlung an der Geschossspitze. Diese Aushöhlung bewirkt, dass sich das Geschoss beim Aufprall pilzförmig deformiert (aufpilzt) und seine Querschnittsfläche vergrößert. Die Aufpilzung kann bis zum Zweifachen des Geschossdurchmessers erfolgen.

## Wirkung
Durch die geringere Querschnittsbelastung eines aufgepilzten Geschosses (die Berechnungsformel lautet Masse pro Querschnittsfläche) wird mehr Energie auf das Zielmedium übertragen. Es kann dabei zur vollständigen Energieabgabe kommen, die einen „Steckschuss“ zur Folge hat. Im Gegensatz dazu wird bei einem Durchschuss nur ein Teil davon abgegeben, weil das austretende Geschoss die Restenergie beibehält. Mit der Verringerung der Querschnittsbelastung sinkt aber auch die Durchschlagskraft eines Geschosses.
Durch die Aushöhlung wird eine wesentlich schnellere und meistens stärkere Deformation als bei Teilmantelgeschossen oder Vollmantelgeschossen bewirkt, sodass das Geschoss schon bei geringerer Eindringtiefe eine starke Wirkung erzielt (z. B. bei kleinen Tieren), aber auch nur eine geringe Penetrationswirkung hat.
Geschosse mit hoher Energieabgabe haben eine hohe Mannstoppwirkung. Steckschüsse bedingen eine geringere „Hinterlandgefährdung“ (durch weiterfliegende Geschosse). Geschosse mit verringerter Durchschlagsleistung sind „schießstandfreundlich“.
In vielen Fällen ist die Innenseite dieser Aushöhlung nicht vom Geschossmantel bedeckt, sondern der Bleikern liegt frei. Es gibt aber auch Varianten, bei denen dieser Hohlraum mit einem Kunststoffkegel gefüllt oder durch eine ballistische Haube abgedeckt ist.
Ursprünglich entstanden Hohlspitzgeschosse ab Mitte des 19. Jahrhunderts, beim Übergang vom Rundkugel- zum Langgeschoss. Die hohle Spitze hatte den Zweck, dem Geschoss eine länglichere Form zu geben, ohne dabei das Gewicht zu vergrößern. Später erkannte man die größere zielballistische Wirkung.
Ein weiterer Vorteil der Hohlspitzform ist, dass sich der Schwerpunkt des Geschosses zum Geschossboden hin verlagert, was die ballistischen Eigenschaften verbessert. Aus diesem Grund, und weil die schnelle Deformation das Risiko von Abprallern und Durchschüssen minimiert, ist Hohlspitzmunition sehr populär bei Jägern.
Grundsätzlich ist das Aufpilzen eines Geschosses auch von der Geschwindigkeit und der daraus resultierenden Energieabgabe abhängig. Eine Faustregel besagt, dass zum Aufpilzen eines Hohlspitzgeschosses mindestens 300 m/s erforderlich sind. Da eine solche Geschwindigkeit aus einer Faustfeuerwaffe nicht immer erreicht werden kann, ist Munition dafür oft mit eingekerbten Mänteln im Bereich der Geschossspitze versehen, um ein sicheres Aufpilzen auch bei niedrigen Geschwindigkeiten sicherzustellen.
Um einen Kompromiss zwischen Penetrations- und Mannstoppwirkung zu erreichen, wurde für die US-Polizei die sogenannte Hydra-Shok-Munition entwickelt, bei der sich innerhalb der Aushöhlung ein Bleidorn befindet, sodass das Geschoss nach dem „Aufpilzen“ immer noch eine Spitze hat. Eine andere Spezialform sind Hohlspitzgeschosse, bei denen der Geschossmantel auch die Innenseite der Hohlspitze bedeckt, was zu einer nur sehr geringen Deformation im Ziel führt.